# 纯净水
纯净水，简称净水或纯水，文義上是纯洁、干净，不含有杂质或细菌的水，是以符合生活饮用水卫生标准的水为原水，透过电渗析器法、离子交换器法、逆渗透法、蒸馏法及其他适当的加工方法制得而成，密封于容器内，且不含任何添加物，无色透明，若食品標準下製造則可直接饮用。市场上出售的太空水，蒸馏水均属纯净水。有时候这个词也和化学实验室中提炼的蒸馏水或去離子水類似，但是製程則有所差異，純度的品質也有不同。市面上的純淨水通常為90%，因此是偏酸性的，而真正的超純水，則為中性，但若飲用過多超純水可能對人體有害。

## 纯水器
根据报道纯水器对阴离子合成洗涤剂、氯仿、硝酸盐、氨氮、亚硝酸盐氮及细菌指标净化效果较好，特别是逆渗透型（RO），除盐率高，可除去对人体健康有害或潜在的危害物质。但在纯水过程中对人体必需微量元素如：Cu、Fe、Zn、F或宏量元素S、P、Ca、Mg、Na、K也被除去，但其所占日常摄入比例微乎其微。

## 淨化方法

### 去离子
去离子水（Deionized water、DI water、de-ionized water或deionised water），是自然界的水去掉了钠、钙、铁、铜等元素的阳离子以及氯、溴等元素的阴离子后的水。这意味着，除了H3O+和OH−外，去离子水中不含有其他任何离子成分，但仍可能有一些有机物以非离子形态存在于其中。去离子水可透过离子交换分离等过程生产。